# ブルーノ・ガルシア
ブルーノ・ガルシア（スペイン語: Bruno García Formoso, 1974年6月6日 - ）は、スペイン・フェロル出身のフットサル選手・フットサル指導者。2016年からフットサル日本代表監督を務めている。

## 経歴
ガリシア地方フェロル出身。5歳から20歳までは柔道にも親しみ、柔道2段（黒帯）の腕前である。ア・コルーニャ大学卒業。選手としてはスペイン2部リーグのオ・パルロ・フェロルFSなどでプレーした。
2015年から2016年にはベトナムフットサルリーグのタイ・ソンナムFCの監督を務め、2015年のAFCフットサルクラブ選手権では3位となった。

### ベトナム代表監督
2014年にはベトナム代表監督に就任し、ベトナムで開催された2014 AFCフットサル選手権ではベトナム史上最高成績であるベスト8となった。
2016 AFCフットサル選手権では前回大会を上回るベスト4となった。準々決勝では日本代表にPK勝ちを収め、ベトナム代表史上初のワールドカップ出場を決めている。2016 FIFAフットサルワールドカップではグループリーグ3位で決勝トーナメントに進出した。決勝トーナメント1回戦でロシアに敗れている。

### 日本代表監督
2016年にはミゲル・ロドリゴと入れ替わる形で日本代表監督に就任した。
2021年にはスペイン最優秀海外指導者賞を受賞した。

## 選手歴
- 1995-1997  オ・パルロ・フェロルFS（スペイン2部）
- 1997-1999  ボアンダンサ・フェネFS（スペイン2部B）

## 指導歴
- 2001-2002  フェネ・エソル・ボアンダンサ（スペイン2部）
- 2002-2003  コンスン・フェネ・ボアンダンサ（スペイン2部）
- 2003-2004  オ・パルロ・フェロルFS（スペイン2部）
- 2004-2006  コルドバ・ピナール（スペイン2部）
- 2006-2007  ポンテペドラFS（英語版）（スペイン2部）
- 2007-2011  アスカル・ルーゴAD（英語版）（スペイン1部）
- 2011-2012  グラナダFS（スペイン2部）
- 2012-2013  長春市風雲（中国1部）
- 2012-2013  杭州浙江ドラゴン（中国1部）
- 2013  ペルー代表
- 2014-2016  ベトナム代表
- 2015-2016  タイ・ソンナムFC（英語版）（ベトナム1部）
- 2016-  日本代表

## タイトル
- スペイン最優秀海外指導者賞
  - 2020-21